# 요한 오델
요한 오델(Johan Audel, 1983년 12월 12일, 니스 ~)는 프랑스의 전 축구 선수로, 과거 윙어로 활약했다.
그는 OGC 니스의 유스 아카데미에서 축구를 시작하였고, 이후 2004-05 시즌에 프랑스 리그 1 타이틀 경쟁자 릴 OSC의 일원이 되었다. 그는 릴에서 첫 시즌을 보내다 이듬해 FC 로리앙으로 이적하였다. 그는 30경기에 출장하여 8골을 기록한 뒤, 오델은 릴로 복귀하였다.2007년 여름, 그는 리그 1의 발랑시엔 FC로 이적하였고, 툴루즈 FC와의 데뷔전에서 해트트릭을 기록하여 팬들로부터 그의 가치를 증명함과 동시에 팬들의 인기를 얻었다.
2010년 8월 9일, 오델은 VfB 슈투트가르트와 2년 계약을 체결하고 이적하였다.